# アウグステ・ヴィクトリア・フォン・シュレースヴィヒ＝ホルシュタイン＝ゾンダーブルク＝アウグステンブルク

若い頃のアウグステ・ヴィクトリア、ハインリヒ・フォン・アンゲリ画

アウグステ・ヴィクトリア皇后、フィリップ・ド・ラースロー画、1908年

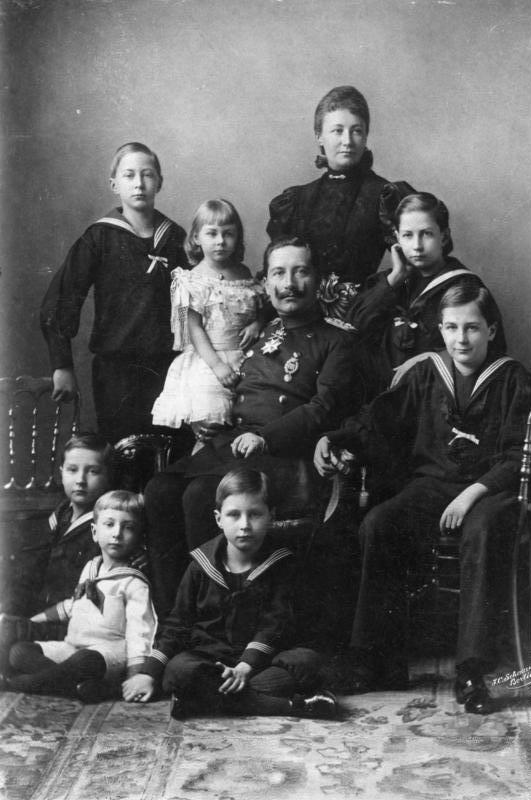
1896年のドイツ皇帝一家

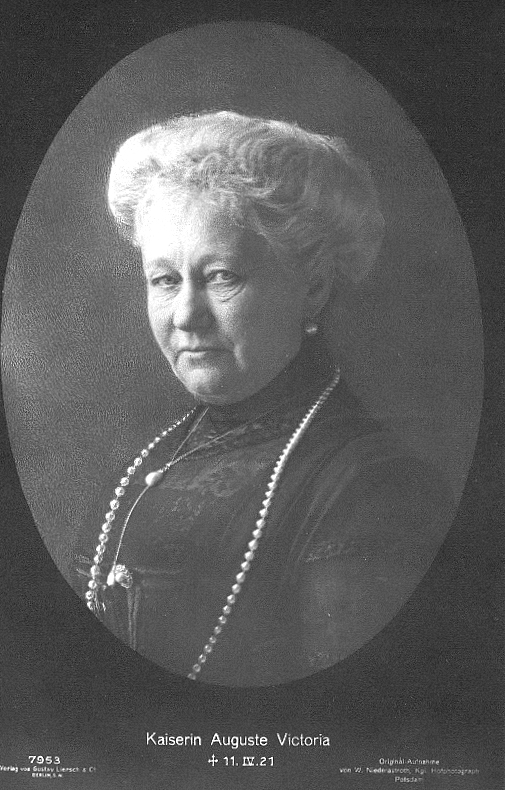
晩年のアウグステ・ヴィクトリア

アウグステ・ヴィクトリア・フォン・シュレースヴィヒ＝ホルシュタイン＝ゾンダーブルク＝アウグステンブルク（Auguste Viktoria  von Schleswig-Holstein-Sonderburg-Augustenburg, 1858年10月22日 ドルツィヒ、ニーダーラウジッツ - 1921年4月11日 ハイス・ドールン、オランダ）は、ドイツ皇帝・プロイセン王ヴィルヘルム2世の妻で、最後のドイツ皇后・プロイセン王妃。全名はアウグステ・ヴィクトリア・フリーデリケ・ルイーゼ・フェオドラ・イェニー（Auguste Viktoria Friederike Luise Feodora Jenny）。家族からはドナ（Dona）と呼ばれた。

## 生涯
シュレースヴィヒ＝ホルシュタイン＝ゾンダーブルク＝アウグステンブルク公爵家の家長フリードリヒ（8世）とその妻アーデルハイトの間の長女として生まれた。母方の祖父母はホーエンローエ＝ランゲンブルク侯エルンスト1世と、イギリスのヴィクトリア女王の異父姉フェオドラ・ツー・ライニンゲンである。アウグステ・ヴィクトリアは公爵家の居館のあるドルツィヒ・イン・デア・ラウジッツ（現在のポーランド領ルブスコ市域内、ドゥウジェク）で弟妹たちと一緒に育ち、平穏な少女時代を過ごした。
アウグステンブルク公爵家は、デンマークからの分離独立を求めるシュレースヴィヒ公国とホルシュタイン公国のドイツ系住民の指導者的存在であり、1848年に起きたドイツ系住民の蜂起を指導して第一次シュレースヴィヒ＝ホルシュタイン戦争を引き起こした。公爵家は1852年のロンドン議定書の取り決めにより、シュレースヴィヒ＝ホルシュタイン公爵位の継承順位から排除され、デンマーク王冠領から追放された。
1863年にホルシュタインでドイツ民族運動が再燃すると、父フリードリヒはドイツ連邦の支持を受けて公爵位に就こうとし、故郷に帰還して熱狂的に歓迎され、「フリードリヒ8世」を名乗って公爵位に就くと宣言した。しかし、これを契機として起きた第二次シュレースヴィヒ＝ホルシュタイン戦争とその後の普墺戦争により、シュレースヴィヒとホルシュタインは1866年にはプロイセン王国領となった。フリードリヒの存在は冷たく無視され、彼は家族を連れてホルシュタインを退去した。1881年のアウグステ・ヴィクトリアとヴィルヘルム2世の結婚により、ようやくアウグステンブルク公爵家とプロイセン王家は和解することになる。
アウグステ・ヴィクトリアは1875年、イギリスに大叔母のヴィクトリア女王を訪ねた際、母方の従弟にあたるザクセン＝マイニンゲン家の公子エルンストと恋に落ちたが、両親に交際を禁じられた。後に皇帝ヴィルヘルム2世となるプロイセン王子ヴィルヘルムは、1868年にテューリンゲンのラインハルトブルン城で又従姉にあたるアウグステ・ヴィクトリアを見知っていた。互いの両親が友人同士だったため、2人は1878年の夏にポツダムで再会し、交際をするようになった。父フリードリヒが亡くなった直後の1880年2月14日、アウグステ・ヴィクトリアとヴィルヘルム王子の婚約披露宴がゴータで執り行われた。この婚約は、ヴィルヘルム王子の両親であるドイツ皇太子フリードリヒ（後の皇帝フリードリヒ3世）夫妻が、皇帝ヴィルヘルム1世とその宮廷を攻撃するために成立させたものだった。
ところが、アウグステ・ヴィクトリアの家柄がプロイセン王家に嫁ぐ者として相応しくないことを問題視する声が挙がった。具体的には、アウグステ・ヴィクトリアの父方の祖母、曾祖母がいずれも単なる伯爵家の出身だったことが、対等結婚でないとされる理由になった。さらに、彼女の父フリードリヒ8世は1866年に統治していた公国をプロイセンに併合されており、プロイセン国家の政治的指針が疑われかねないという意見も出た。1880年6月2日、ようやく正式な婚約発表が行われた。2人は1881年2月27日にベルリンで結婚式を挙げた。
1888年6月15日に夫が帝位・王位を継承すると、アウグステ・ヴィクトリアもドイツ皇后およびプロイセン王妃となった。彼女は多数の団体の庇護者となり、ドイツ赤十字社やドイツ愛国婦人会（Vaterländischer Frauenverein）の総裁を務めた。福音主義教会の後援者として、アウグステ・ヴィクトリアは「宗教・道徳上の危機を撲滅する会（Bekämpfung des religiös-sittlichen Notstands）」を創設し、その後まもなく福音主義教会建築協会（Evangelischer Kirchenbauverein）を誕生させた。皇后の呼びかけで、新労働者街を中心として大勢の住民がベルリン市内の福音主義教会堂の建設事業に協力した。しかし他の地区での建設事業は、実質的に動員であった。1914年、福音主義団体「アウグステ・ヴィクトリア皇后財団（Kaiserin Auguste Victoria Stiftung）」は、エルサレム郊外のスコーパス山に聖母被昇天教会（Himmelfahrtkirche）を建設した。この教会は病院として活動しており、「アウグステ・ヴィクトリア病院」の名でも知られる。
1918年、アウグステ・ヴィクトリアは退位を余儀なくされた夫ヴィルヘルム2世とともにオランダに亡命し、夫妻は1920年にユトレヒト州にあるハイス・ドールンを住まいとした。ヴィルヘルム2世は1922年に以下のように書いている、「皇后は革命のために心が壊れてしまった。1918年11月以後は目に見えて老けこみ、もはや体に巣食った病気に立ち向かう抵抗力も無くしていた。このため衰弱は早かった。祖国ドイツへの郷愁が日に日に強くなっていった。それなのに彼女は私を元気づけることに心を砕いていた…」
最後のドイツ皇后アウグステ・ヴィクトリアは1921年4月11日に亡くなった。亡命後わずか3年目の死であり、元皇后を国母として慕う支持者たちの悲しみは深かった。亡骸はサンスーシ宮殿の庭園内にあるアンティーク・テンプルに安置された。埋葬には亡命者の身の上であるヴィルヘルム2世と皇太子ヴィルヘルムは参列できなかった。皇后の棺には数千人が付き従った。ヴィルヘルム2世はアウグステ・ヴィクトリアの死の翌年、1922年11月5日にロイス＝グライツ家の侯女ヘルミーネと再婚した。

## 子女
ヴィルヘルム2世との間に7人の子女をもうけた。
- フリードリヒ・ヴィルヘルム・ヴィクトル・アウグスト・エルンスト（1882年 - 1951年）　ドイツ皇太子
- ヴィルヘルム・アイテル・フリードリヒ・クリスティアン・カール（1883年 - 1942年）
- アーダルベルト・フェルディナント・ベレンガル・ヴィクトル（1884年 - 1948年）
- アウグスト・ヴィルヘルム・ハインリヒ・ギュンター・ヴィクトル（1887年 - 1949年）
- オスカー・カール・グスタフ・アドルフ（1888年 – 1958年）
- ヨアヒム・フランツ・フンベルト（1890年 - 1920年）
- ヴィクトリア・ルイーゼ・アーデルハイト・マティルデ・シャルロッテ（1892年 - 1980年）　1913年、ブラウンシュヴァイク公エルンスト・アウグストと結婚